# 查胡爾

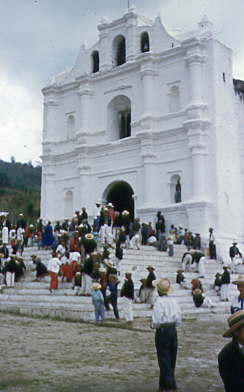

查胡爾是危地馬拉的城鎮，由基切省負責管轄，位於該國中部，始建於1872年8月12日，面積598平方公里，海拔高度1,991米，2002年人口31,780，人口密度為每平方公里53.14人。

## 外部連結
- Spanish-language website for Chajul （页面存档备份，存于）